# 動物の倫理的扱いを求める人々の会

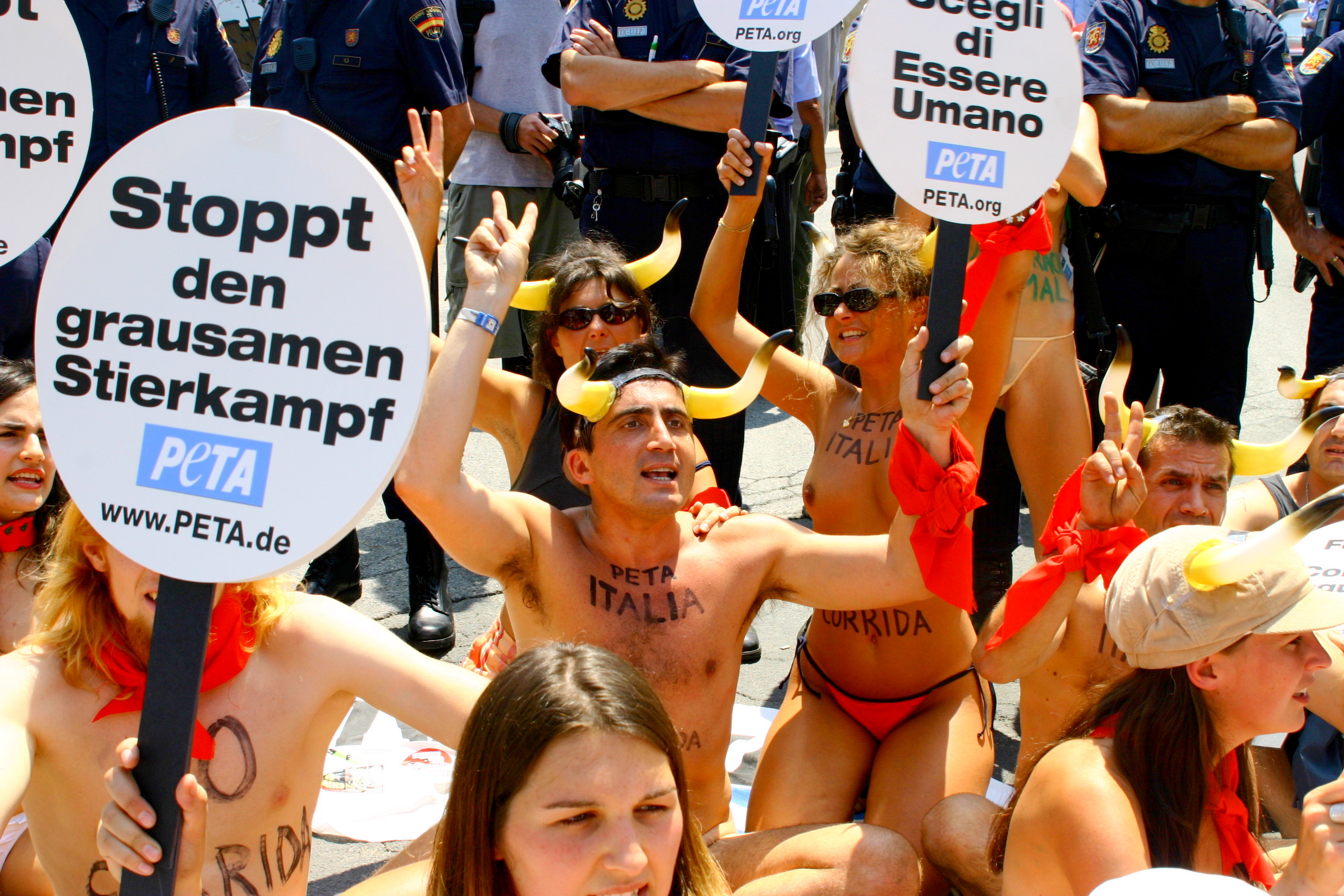
闘牛に裸で反対するPETA

動物の倫理的扱いを求める人々の会（どうぶつのりんりてきあつかいをもとめるひとびとのかい、英: People for the Ethical Treatment of Animals 、PETAもしくはPeTA、読み方はピータ) はアメリカの動物の権利（アニマルライツ）運動団体、もしくは、動物保護団体、動物擁護団体。
スローガンは「動物は、食べ物、衣類、実験、娯楽、いかなる虐待のためにも存在しているわけではない。」
1980年3月に、ノーフォークで創立されイングリッド・ニューカークが会長を務める。アジア太平洋地域、イギリス、インド、オーストラリア、オランダ、ドイツ、フランスに支部があり、ポール・マッカートニーやライアン・ゴズリング、ホアキン・フェニックス、ブリジット・バルドーなどの有名人らを含めた900万人の会員と支持者を持ち、2023年の運営予算は7500万ドル、科学者、弁護士、政策専門家を含む常勤職員が500人いる、世界最大規模の動物保護団体であり、動物の権利を国民的議論の一部にすることにほぼ単独で貢献していると言われる団体でもある。
大手企業を相手に数多くのキャンペーンを行い、メディアを使った派手なキャンペーンでも有名である。会長のニューカークは 、毎週PETA の会議室で今後の戦略を検討している。

## 概要
PETAは1980年3月に、イングリッド・ニューカークとアレックス・パチェコによって設立された。組織が初めて耳目を集めたのは1981年の夏、後にシルバースプリング事件として知られる事件である。彼らはシルバースプリングの行動学研究所（Institute of Behavioral Research）における17匹のアカゲザルをつかった動物実験について公表した。この事件は10年間続き、実験施設へ警察が捜査に入り、米国動物福祉法改正につながり、PETA は世界的な知名度を誇る組織となった。
現在、大きく分けて4つの問題に取り組んでいる。工場畜産、毛皮工場、動物実験、動物を使った娯楽についてである。肉食や釣り、害獣駆除、鎖につながれたままの飼い犬、闘鶏、闘犬、闘牛に対しても反対の姿勢を見せている。

## 設立まで

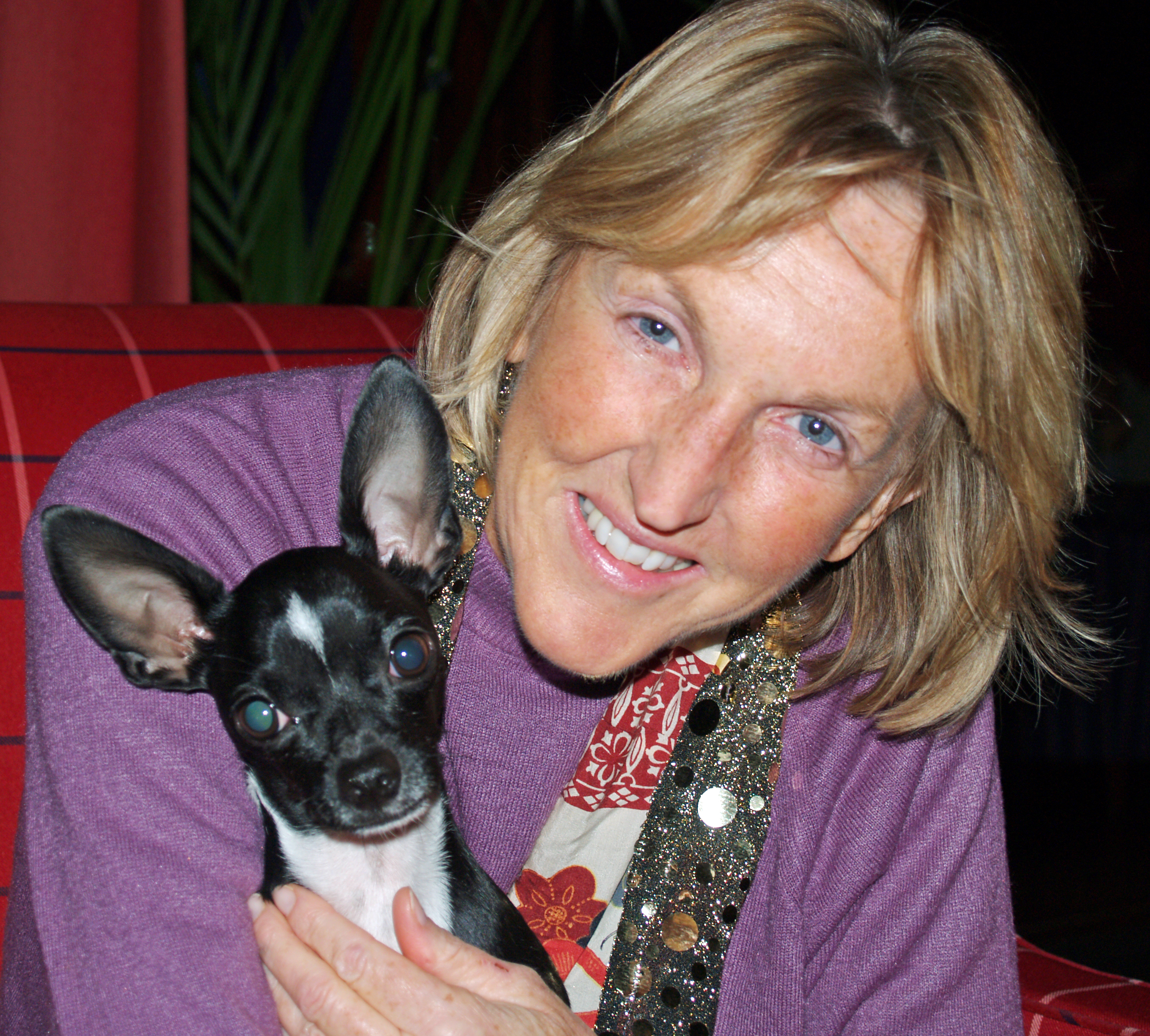
イングリッド・ニューカーク

ニューカークは1949年イングランドのハートフォードシャーで生まれ、後に航海士であった父の駐留するインドのニューデリーで育った。現在は無神論者であるが修道院で教育を受けている。10代の頃アメリカに移り住み、最初は株式仲買人になるために勉強していたが1969年に捨て猫の収容所の状況を見て愕然とし、動物保護の道を選んだ。彼女はモンゴメリー郡の動物保護官になり、後にワシントンD.C.で初の女性動物収容所担当官になった。1976年まで市の公衆衛生委員会の動物疾病管理局長を務め、1980年にはワシントニアン・オブ・ザ・イヤーの一人に選ばれている。動物保護施設での動物の扱われ方に彼女は衝撃を受けたとザ・ニューヨーカーで語っている。
私 はいつも本部へ行き「ジョンが犬を蹴り飛ばし冷凍庫に入れています。」とか「動物を踏みつけブドウのように潰して気にも留めていません」と伝えていました。終いには誰もいない早い時間に出勤し、自分自身で動物たちを殺していました。そうしたことを見過ごすことに耐えられなかったのです。毎日1000匹以上殺さなければなりませんでした。中には動物に苦痛を与えることに喜びを感じているものもいました。帰宅途中それを思い、ただただ泣いていました。そして、これは正しくないことだという確信がありました。

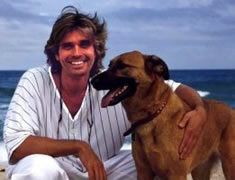
アレックス・パチェコ

彼女は19歳で結婚していたが1980年に離婚、その年にジョージ・ワシントン大学で政治学を専攻していたアレックス・パチェコと知り合った。パチェコは聖職の勉強をしていたがエコテロリストのシーシェパードの船に乗組員として働くようになった。その後ニューカークの働いていた収容所でボランティアとして働き、恋に落ち共に暮らすようになった。ただ、ニューカークはずっと年上で経験を積んでいたが、パチェコはやっと自分の面倒が見られる状態だった。
パチェコは1975年に発刊されたピーター・シンガーの動物の権利について書かれた著書『動物の解放』をニューカークに紹介した。ニューカークは『動物の解放』に感化され、1980年3月、パチェコに PETA の創設に力を貸して欲しいと説得した。その時点ではまだ5人しかメンバーがいなかったと彼女は語っている。ほとんどが地元の菜食主義者の学生たちであったが、パチェコの友人でイギリスの動物実験反対団体 British Union for the Abolition of Vivisection にも関わるようになるイギリス人活動家キム・ストールウッドもいた。その頃パチェコはヨーロッパでも活動しており、最初は消極的で「あまりいいとは思わなかった」とロサンゼルス・タイムズで語っている。しかしニューカークの説得で参加していくこととなる。

## シルバースプリング事件

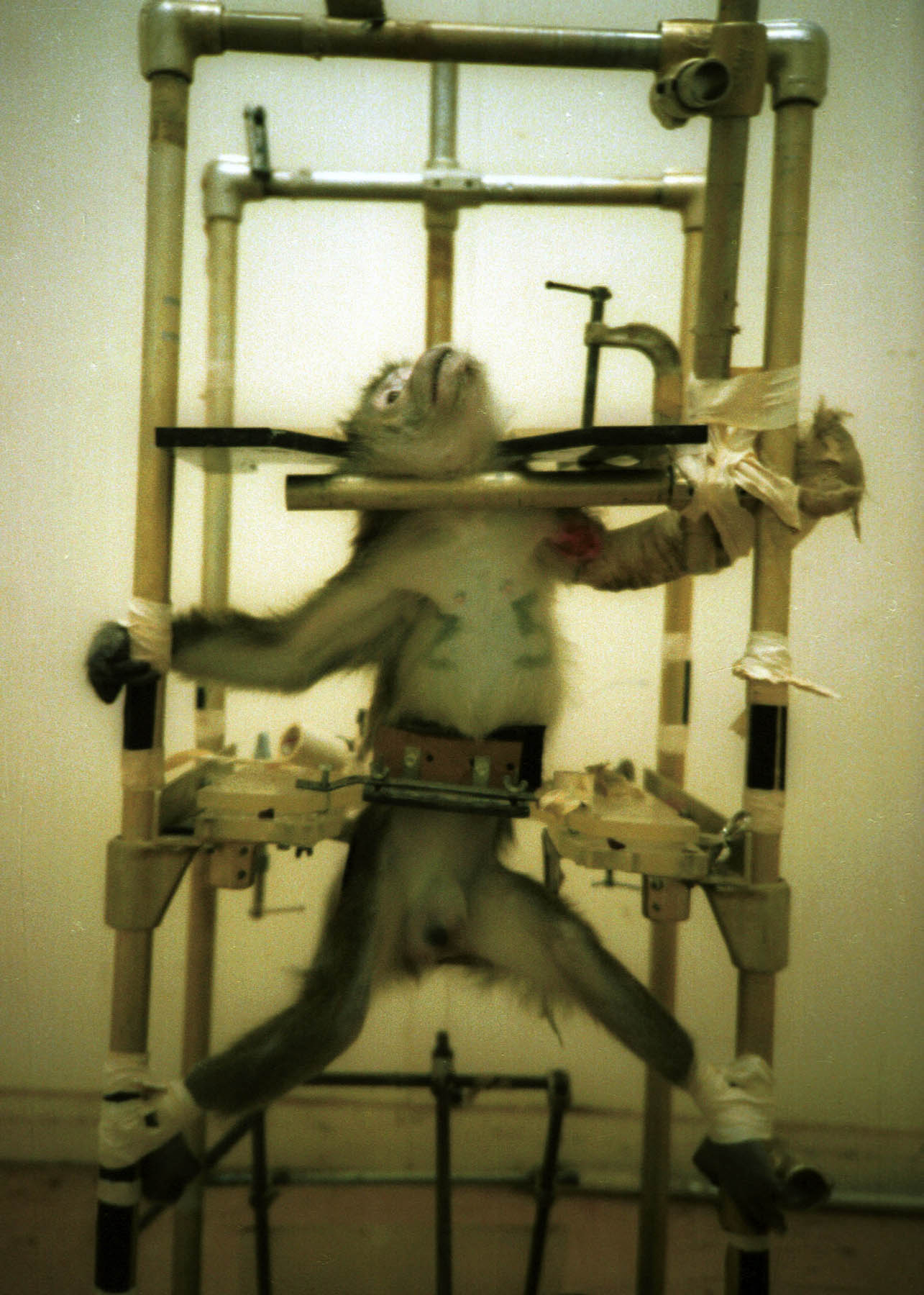
PETAは画像に「これは生体実験です。そうではないとは言わせない。」と説明文をつけて公表した。

PETAが最初に世間の注目を集めたのは1981年のシルバースプリング事件である。これはシルバースプリングの行動学研究所で行われていた17匹のカニクイザルを使ったエドワード・ターブの動物実験についての論争である。現代における、初の動物施設への潜入調査でもあり、米国の動物研究所に警察が踏み込んだ唯一の事件でもあり、1985年の動物福祉法改正のきっかけとなった。合衆国最高裁判所で争われた最初の動物実験に関する事件で、最終的にPETAが求めていたサルを保護する権利について、ルイジアナ州の裁判所はこれを退けた。
1981年5月、パチェコは研究所の内部で行われていることを直接確かめるため霊長類研究所で働き始めた。ターブはサルの指や手、腕や足につながる知覚神経節を切断し、サルの感覚を失わせていた。これは「求心路遮断」と呼ばれ、脊柱全体に「求心路遮断」を実施されたサルもいた。その後拘束や電気ショックを行い、遮断された部位を動かさせるために水や食糧を与えなかった。この研究は医学の発展につながり、神経の可塑性の発見や、脳卒中で倒れた患者のリハビリに使われる CI療法につながっている。
パチェコは夜中に研究所に無断侵入し、サルの不衛生な飼育環境を写真に収めた。この写真を渡された警察は研究所に踏み込みターブを逮捕した。ターブは動物虐待で6件の有罪判決を受け、これは動物研究者として初の有罪判決であったが、有罪判決は控訴審で覆されている。この事件は1976年にニューヨークのアメリカ自然史博物館で行われたヘンリー・スパイラの猫の動物実験に反対するキャンペーンや、1980年4月のドレイズ試験反対キャンペーンに続くものだった。この事件とこれらのキャンペーンが要因となり、米国議会で動物の権利について審議されるようになる。
サルの保護を行う権利は10年間争われ、両者ともに相手を嘘吐きで歪んでいると非難し、ワシントン・ポストはひどい泥沼の争いと書いた。この間にPETAは全国、全世界的な運動となっていき、1991年2月までに35万人のメンバーと100人以上の雇われたスタッフ、そして年間700万ドル以上の予算を持つようになった。

## 団体

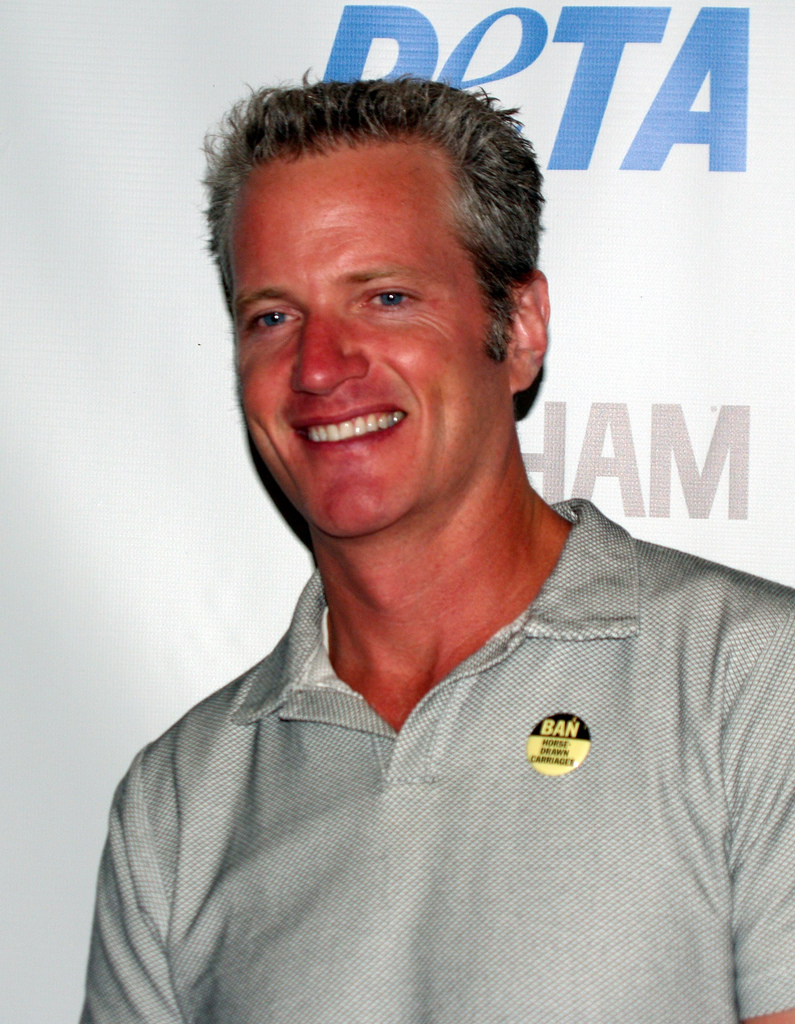
PETA のメディア担当シニア・バイス・プレジデント、ダン・マシューズ

PETAは動物の権利を主張する団体であり、種差別と動物を財産と見なすことを拒絶している。そしていかなる形態でも動物を使用することに反対している。例えば、食物、衣類、娯楽、研究の対象などである。ニューカークのよく引用される発言として「空腹や痛み、渇きを感じるのは、ネズミでもブタでも犬でも少年でも同じです」がある。
PETA はヴィーガンを推進しレシピの公開などを行っている。工場畜産や屠殺場の改革、特定の企業や慣行に対するメディアキャンペーンも展開している。サーカスや動物園にいた動物たちの安全な住処を見つけるのを手伝い、子供たちに動物の権利についての教育を行っている。また、PETA はプロジー・アワード（Proggy Award）という賞を設け、毎年動物福祉に貢献してきた個人や団体を表彰している。
900万人の会員やサポーターがおり、2013年には3500万ドル超の寄付金を集めている。2012年では資金の80%以上を運動の費用に充てており、16%近くを資金調達のための活動費に充てている。メリーランド州のロックビルに所在したが、1996年にバージニア州のノーフォークに移っている。2006年にはロサンゼルス支部を開設している。
パチェコは1999年に PETA を去り、2014年の時点ではキャシー・ギリェルモとリサ・ランゲ、ダン・マシューズ、ダフナ・ナッハマノーヴィチの4人がシニア・バイス・プレジデントを務めており、トレイシー・レイマンがエグゼクティブ・バイス・プレジデントを務めている。

## PETA Asia

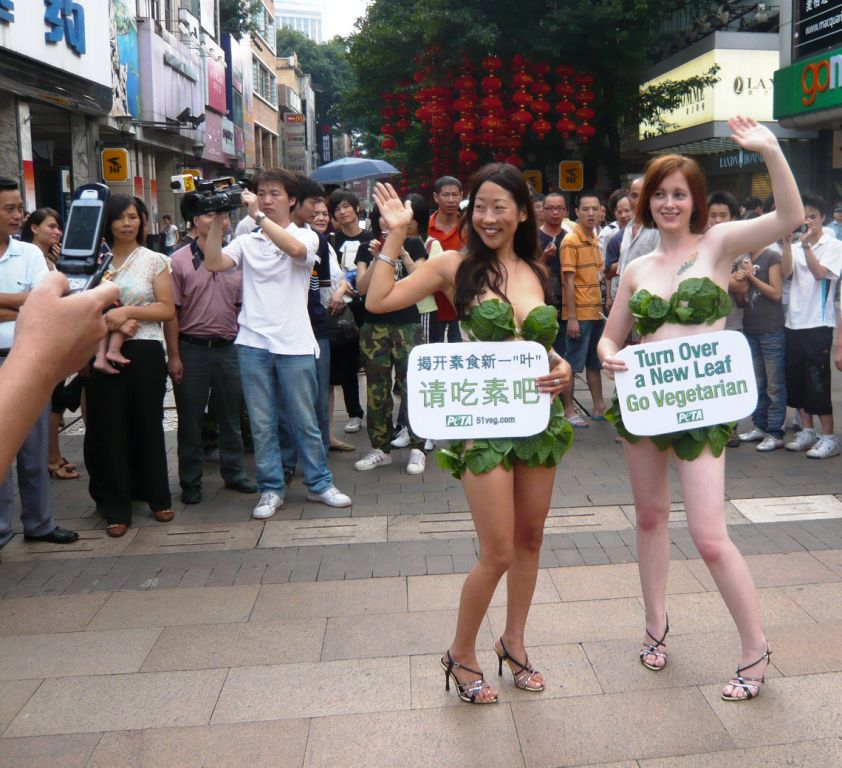
広州市におけるレタス・レディー（2008年9月25日）

PETA Asiaは2005年にアジアで動物の権利運動を展開するに当たって香港で設立された。香港とメトロ・マニラに属するマカティに事務所が所在する。アジアの15の国を対象に活動を行っている。

### 日本での活動
2007年に大阪梅田のケンタッキー・フライド・チキンと、東京銀座のバーバリー付近で抗議活動を行っている。2008年3月には NPB の根来泰周コミッショナー代行に対し、ホットドッグやたこ焼きの販売をやめベジタリアンフードの販売を求める書簡を送っている。2009年にも東京渋谷でキャンペーンを行っている。2015年には東京銀座でワニの恰好をしてエルメスの革製品に対する抗議を行った。
2021年には、キユーピーに卵を卸している日本国内の採卵農場における鶏の扱いについて告発し、キユーピーに代替卵の切り替えを求める署名を開始した。また、日本最大の鶏卵生産企業であるイセ食品のグループ農場を告発し、日本経済新聞の紙面などに取り上げられた。この農場が東京五輪への食材調達基準を満たす農場認証を取得していることから、東京オリンピック・パラリンピック組織員会へ書簡を提出、東京五輪のメイン会場である国立競技場の前でデモが行われた。またイセ食品がシンガポールに大規模な採卵鶏農場を建設する計画について、シンガポール食品庁に意見書を提出した。9月には、国内最大手食肉企業である日本ハムの養豚場も豚への虐待的扱いがあるとして告発している。告発から翌々月の11月、同社は豚の妊娠ストール廃止をはじめとする動物福祉基準を発表した。10月には、東京渋谷で、恐竜のコスチュームで「石器時代は終わってる」や「動物を食べることは前時代的」と書いたプラカードを持って通行人に呼びかける活動を行った。12月には、長野県の諏訪大社で毎年元旦に行われる、生きたカエルを串刺しにするという「蛙狩神事」が残酷であるとして、神事から暴力を排除するよう求めている。2022年4月にはケンタッキー・フライド・チキンの日本農場における鶏の扱いを告発、5月にはルイ・ヴィトン表参道店前で、エキゾチック・スキンの使用を禁止するよう求めるキャンペーンを行った。

## 主張

### 動物性食品
動物性食品を食べることに反対しており、ヴィーガニズムを推進している。畜産業では、企業の利益を優先し、動物を不潔で狭い場所に閉じこめていると主張する。肉食は菜食主義者に比べ、温室効果ガスを7倍も排出し環境破壊につながるとしている。培養肉の研究にも助成しており、特に犠牲の多い鶏の培養肉については、最初につくった研究室に対して賞金100万ドルを提供すると発表している。

### 衣類
毛皮や皮革、羊毛、絹などから作られる衣類には反対している。動物を捕獲する際にひどい暴力が行われ、生きたまま皮を剥がれるなど残虐な行為が行われていると主張する。また、ダウンジャケットなどに使われる羽毛の利用にも反対である。

### 動物実験
PETA は動物実験に反対している。毒性試験や基礎試験、応用試験、教育的なものであっても道徳面でも現実面でも反対の立場を取っている。動物実験で人工的に誘発された疾患は、ヒトの疾患とは同じではないので、無駄で信頼できないものだとしている。動物実験は過剰に実施されており、説明責任、監督、規制を欠いていると主張する。医学の進歩には人間のボランティアや人工的な細胞を用いた研究をすべきだと主張する。

### 動物の娯楽利用

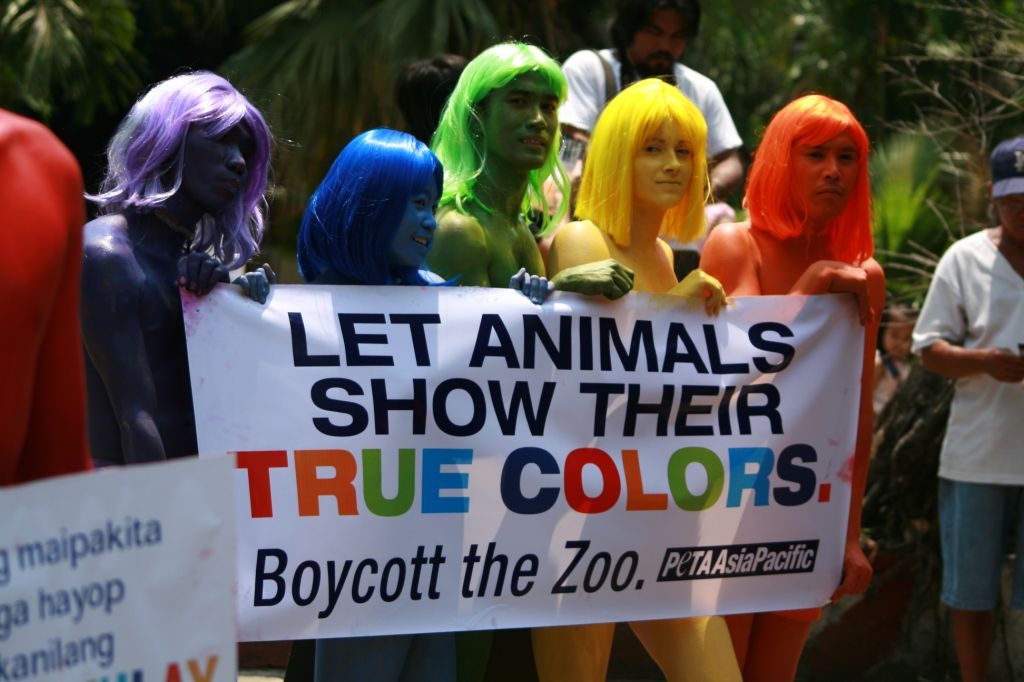
動物園反対のデモ活動

PETA は動物が娯楽に利用されることにも反対している。例えばテレビや映画の出演、サーカス、動物園などである。馬車や動物を乗り物に利用すること、またロデオにも反対している。薬物の使用、虐待、過剰な繁殖行為、引退したウマの殺処分などの観点から競馬にも反対している。闘牛、闘犬、闘鶏、そして狩猟や釣りは残酷なスポーツで必要性は認められないと主張する。
エジプトのギザのピラミッド周辺で行われている、ラクダやウマに観光客を乗せるアトラクションも動物虐待であるとして反対している。

### ペット
PETA は動物を飼うことについて、人間に干渉されず自由に生きるのが理想であるが、動物を愛し適切な世話を行う人間に反対するものではないとしている。ただしペット業者やブリーダーには反対しており、彼らは動物の犠牲の上に利益を得ていると断じている。また「ペット」（pet）という用語は正しくない言葉で「コンパニオンアニマル」（companion animal）を用いるのが適切であると主張する。「所有者」（owner）も「世話を行う人」（human carers）もしくは「保護者」（guardians）が適切であると主張する。

### 自称野生動物保護活動家

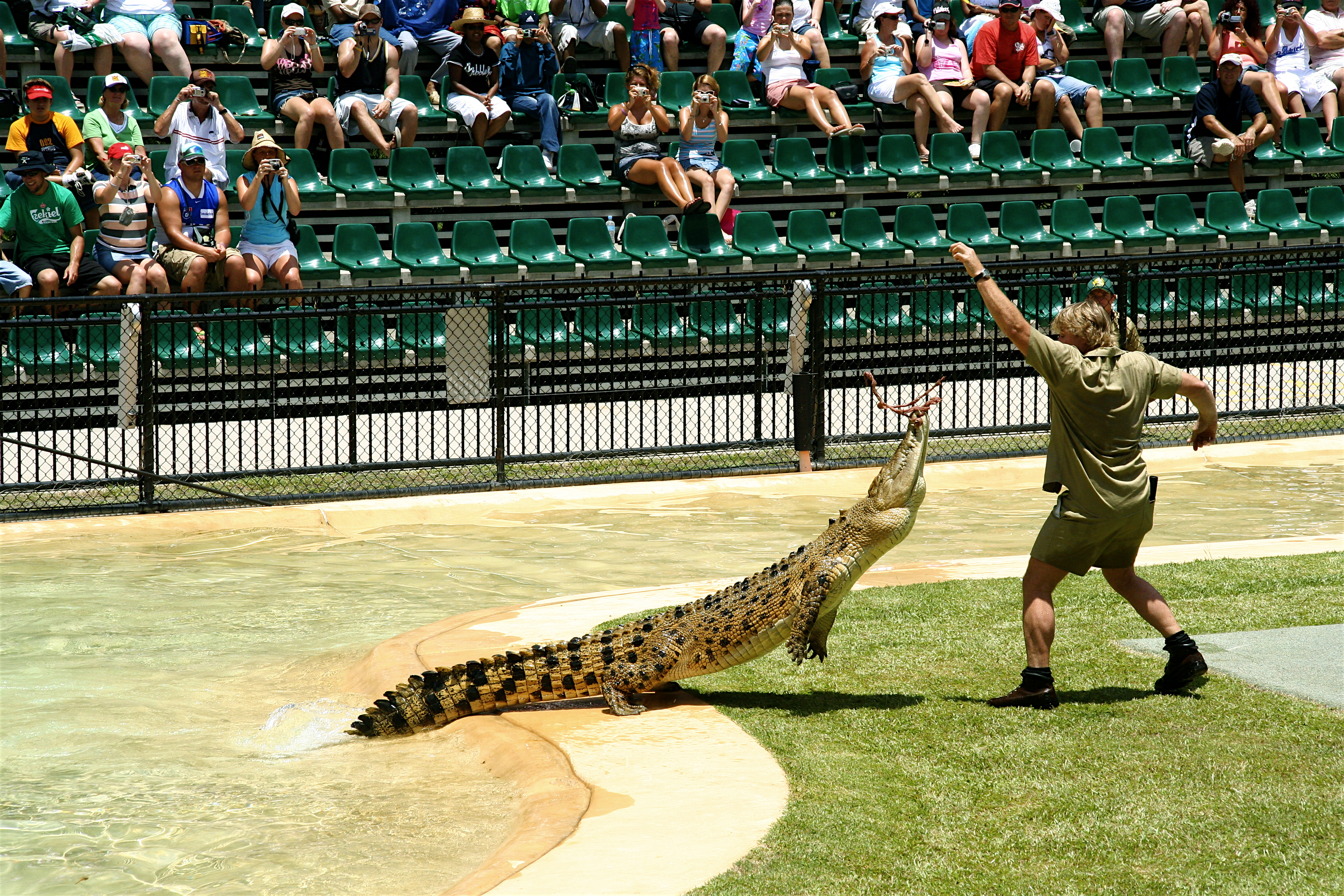
PETAはスティーブ・アーウィンのような活動家に対しても動物をストレスに晒していると批判する

PETA は「自称野生生物の戦士」と呼ぶテレビのパーソナリティーにも批判的である。彼らは動物を傷つける行動を通じて自然保護のメッセージを出していると指摘する。例えば、動物の住処に入り込んだり、動物をストレスの多い環境に置いたり、動物と格闘することもある。動物の子供もよく登場するが、母親の元にいるべきだと指摘する。2006年にスティーブ・アーウィンがエイに刺され亡くなったときに PETA のバイス・プレジデント、ダン・マシューズは「彼は動物を怯えさせ敵に回すことを仕事としていた。彼が死んだことは驚くに値しない。」と述べている。これに対して、オーストラリアの議員ブルース・スコットは連邦議会で PETA はアーウィンの家族とオーストラリアに謝罪するべきだと語った。

## 内部調査
1981年の動物実験施設への内部調査を皮切りに、PETA は研究所や畜産工場、サーカスなどに動物の扱いを調査するため潜入させている。現代において、動物施設への潜入調査を行った初の団体でもある。内部調査員は施設に雇われて何ヶ月間も過ごし、隠しカメラでの撮影や資料のコピーを行っている。2007年までに調査は75回実施され、潜入調査の結果が企業や大学に対する政府のアクションにつながったこともある。
1984年には PETA は「アンネセサリー・ファス」（Unnecessary Fuss）という26分間の動画を作成した。これは ALF がペンシルバニア大学病院を襲撃し盗んでいった60時間の映像資料から作られている。病院では交通事故やスポーツの怪我により脳に損傷を受けた際の研究を行っていた。映像にはそういった状況を実験的に作り出すため機器を用いてヒヒの脳に損傷を与えた際に、研究者が笑っている姿が映し出されている。適切に麻酔を施行したのに損傷を与える前にヒヒが目覚めたと公然と語る研究者もいたという。最終的に大学は資金の提供を打ち切られ、獣医の主任は解雇され、研究所は閉鎖、大学は行政処分を受けることとなった。
1991年には牛の屠殺場、豚の屠殺場、卵の孵化場の調査を行った。1999年にはノースカロライナ州カムデン郡にある養豚場で3ヶ月間の潜入調査を行い、従業員がブタに暴行を加えるのを撮影した。ノースカロライナ州の大陪審はこの従業員に対し動物虐待の罪で起訴状を発付した。これはアメリカの畜産工場に対し動物虐待の罪で起訴状が発付された初めてのケースとなった。
1997年、イギリスの医薬品開発業務受託機関ハンティンドン・ライフ・サイエンス（HLS）の内部調査を行い、犬に暴行を加えるスタッフの姿と、ニュージャージー州の施設におけるサルの虐待と思われるものを撮影し、1997年にはイギリスのテレビ局チャンネル4で放映された。1997年に HLC から訴訟を起こされると PETA は敗訴した場合の賠償額を考えキャンペーンを中止することに合意。その後1999年に HLS の閉鎖を目的としてストップ・ハンティンドン・アニマル・クルエルティ（SHAC）が結成されたが、これがPETAから派生した団体だと言われることもある 。
1990年、PETA の活動家2人がカロライナ・バイオロジカル社に雇われ、写真と動画を撮影し猫が不当な扱いを受けていると告発した。これを受け、アメリカ合衆国農務省（USDA）は独自の調査を行い、カロライナ・バイオロジカル社を動物福祉法違反の罪で訴えたが、同社は無罪となった。
2004年ウェストバージニア州にある KFC に鶏肉を卸している食肉処理施設に8ヶ月間の潜入調査を行い、そこで行われていることを隠しカメラで撮影した。そこには生きている鶏を踏みつける者や、何羽もの鶏を壁に投げつける従業員の姿が映っていた。KFC のオーナーであるヤム・ブランズは素早く対応し、このおぞましい扱いを直ちに改めるよう要請した。食肉処理施設は11人を解雇し、従業員との契約内容に残酷な行為を行わないことを盛り込んだ。
2004年4月26日から2005年3月11日までの11ヶ月間、PETAは医薬品開発業務受託機関コーヴァンスのバージニア州ビエナにある施設に潜入し、虐待されているように思われるサルの映像を2005年に公表、サルたちは殴られ、檻に叩きつけられ、重症を負っているにもかかわらず手当てを受けられていないと告発した。PETA は253ページにもわたる訴状と映像をアメリカ合衆国農務省に送り、そのうち管理面で16箇所の指摘を農務省から受け2006年にコーヴァンスは8,720ドルの支払いに応じた。これに先立つ2005年10月17日、コーヴァンスは PETA との合意について発表した。内容は今後5年間どのような形であれコーヴァンスの施設へ PETA が侵入することを禁じ、また3年間世界中の商業的動物研究施設への立ち入りを禁止するものだった。
潜入調査を訴えられたこともある。ミシガン州のチンチラ牧場のオーナーは潜入調査について、2007年4月、PETA を訴えた。しかし裁判官は隠しカメラを使った潜入調査であっても正当な行為であるとの判断を下した。
2006年、PETAは言う事を聞かせるために電気ショックを与える棒やブルフックという尖った棒でゾウを虐待するのをやめさせる目的で、カーソン・アンド・バーンズ・サーカスに潜入し隠しカメラで撮影した。その中では調教師が他の調教師に「悲鳴を上げさせろ！」（Make 'em scream!）と言いながらゾウを突いている映像が映し出されていた。サーカスは彼の語彙が貧弱であったことは認めるが、PETAの考えは現実的ではなく理想的すぎると答えた。しかし電気ショック棒は金輪際使わないと回答した。
2021年、動物実験に使用されるビーグル犬のブリーダーであるバージニア州のEnvigo社を内部調査。PETAの調査員が動物福祉法の違反を発見し農務省に報告。農務省はそれを司法省に報告し、Envigo社は法律の広範な違反を認め、動物福祉訴訟で過去最高額となる3,500万ドルの罰金と、犬の繁殖禁止処分を受けた。この調査がきっかけで、バージニア州の議員は動物の繁殖に関するより厳しい動物福祉法を可決した。

## 有名人を起用したキャンペーン

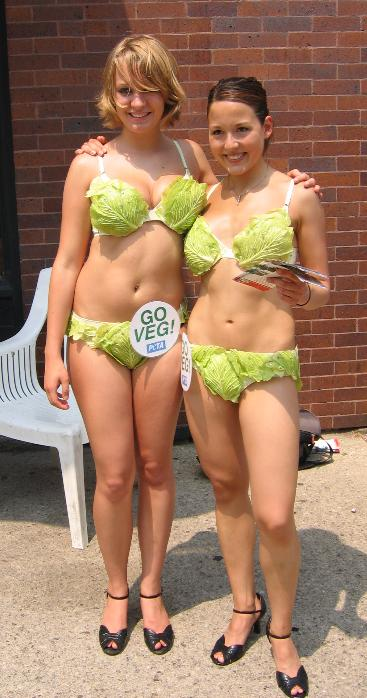
PETA のトレードマークである「レタス・レディース」

PETAは派手なメディアキャンペーンを行うことで知られており、2011年にパトリシア・ドゥ・レオンと協力し闘牛反対の運動を行うなど、有名人を起用することもある。
PETAの広告となった有名人には、パメラ・アンダーソン、ドリュー・バリモア、ナタリー・ポートマン、アレック・ボールドウィン、ジョン・ギールグッド、ビル・マー、ステラ・マッカートニー、アリシア・シルヴァーストーン、チェスター・ベニントン、ホアキン・フェニックス、ウディ・ハレルソンなどがいる。またポール・マッカートニーは、熱心な PETA の支援者であり、マッカートニーはキャンペーンの参加や動画のナレーションを担当した。

## 企業キャンペーン
PETA は多くのキャンペーンで大手企業を対象にしている。
ケンタッキーフライドチキン、ウェンディーズ、バーガーキングなどのファーストフード企業はキャンペーンのターゲットにされてきた。Avon、ベネトン、ブリストル・マイヤーズ スクイブ、POND'Sで知られるチーズブローポンズ、ダウ・ケミカル、GMなどの動物による試験を行う企業には、ライバル企業の商品を購入するか、不買運動が行われている。
PETA は企業キャンペーンで成果を収めた。マクドナルドの動物の残酷な扱いが明らかになったことを機に、PETAは同社へ家畜の飼養環境の改善など、動物福祉への対応を求めて､交渉し、株主となって圧力をかけた。この結果、同社は豚や鶏の飼育環境改善に取り組むことになった。これ以降PETAはバーガーキング、ウェンディーズといった大手ハンバーガーチェーン企業に対して同様の行動を起こし､結果的に要求を認めさせていった｡マクドナルドやウェンディーズは PETA にターゲットにされた後、ベジタリアン用の商品を提供している。スターバックス対して、豆乳やアーモンドミルクなどの代替乳への追加料金廃止を求めるキャンペーンでは、同社に追加料金の廃止を決定させた。
ペット販売企業の Petco はいくつかの外国産動物の販売を停止し、ラルフ・ローレンは毛皮の使用を今後しないと言った。Avon、エスティローダー、ベネトンは動物を使って試験を行うことを中止し、アメリカ国防総省は武器の殺傷能力のテストにブタやヤギを撃つことを止め、テキサスの屠殺場は閉鎖となった。
2008年、ケンタッキー州ルイビルにある KFC の創始者であるカーネル・サンダースの墓標の近くに、PETA の反 KFC キャンペーンのリーダー、マシュー・プレスコットの墓石が立てられた。この墓石には縦読みすると「KFC は鶏を拷問している」（KFC Tortures Birds）という隠されたメッセージが書かれている。墓地管理側は撤去を約束しており、KFC は「PETA の行いは死者を冒涜する恥ずべき行為である」と不快の意を表明している。
146年間営業を続けてきた動物サーカスのリングリング・ブラザーズに対しては、20年間にわたって、動物の扱いについて、米国農務省（USDA）に少なくとも130件の苦情を申し立て、2016年5月にゾウのサーカスでの使用を止めさせた。PETAはその後も他の動物すべての使用を止めさせる活動を継続、リングリング・ブラザーズは2017年5月の興行をもって解散となった。
2019年から、タイのココナッツ会社におけるサルの強制労働を追跡し、霊長類が首に鎖を付けて1日中ココナッツを摘まされていることを告発し、主要な食料品チェーンに同社製品の販売を停止するよう働きかけた。結果、コストコ、フードライオンなどを含む26,000以上の店舗が取引を停止、2022年には世界最大の小売業ウォルマートも取引を停止した。
対象企業の株式を購入するという手法も行っている。1957年の創業以来、パーカについた毛皮飾りに野生のコヨーテの毛皮が使用してきたカナダグースが上場した際、経営方針に影響を及ぼす目的で同社の株式を取得、同社は2021年6月に、自社製品に毛皮を使用しない方針を発表した。
企業を相手にした訴訟も行っており、2011年には5匹のシャチを原告としシーワールドを動物を奴隷扱いしているとしてアメリカ合衆国憲法修正第13条に基づき保護を求める訴えを起こした（2012年に棄却）。2022年には、乳製品会社オーガニックバレー社に対して集団訴訟を提起した。PETAは、同社が「愛情をもって」牛を扱っていると偽り、誤解を招いてプレミアム価格で製品を購入させたと訴えている。

### 企業との協力
企業に圧力をかけるだけでなく、企業と協力したキャンペーンも展開している。アメリカ最大の薬局チェーンCVS Pharmacyと協力し、2020 年以降、同社の客に、動物を高温の車内に放置することの危険性を啓発する公共広告キャンペーンを行っている。
2025年、フランスの多国籍自動車メーカールノーはPETAと合意を結び、同年末までに自動車内装への革の使用を一切やめることを決定した。ルノーはそれ以前から、英国では革のシートを一切使用しないなどといった取り組みを行ってきたが、海外市場では一部オプションとして革のシートが提供されてきた。革製品の使用をすべてやめるというルノーの決定に関して、PETAは、「ルノーの革製品不使用の決定は、思いやりとイノベーションが両立可能であることを証明しています。動物に害を及ぼさない素材を選択することで、ルノーブランドは、動物が贅沢品のために傷つけられることのない未来を築き、地球が何世代にもわたって守られることに貢献しています」との声明を出した。

## 犬猫保護
PETA はコミュニティー・アニマル・プロジェクト（CAP）を通じてノースカロライナやバージニアの貧困区域でいくつかのプロジェクトを実施している。2008年には当該地域の猫や犬、ウサギ7,485匹に対し去勢・避妊を行った。この中には野良猫やピットブルも含まれ、また料金は無料もしくは実費のみであった。病気や怪我をしている捨て猫・捨て犬を保護し、虐待を糾弾している。鎖でつながれ、様々な事情から家の中に入ることのできない犬のために藁のベッド付きの犬小屋を建てている。去勢やシェルターに保護することで個体数の管理を行い、アメリカンケネルクラブのような純血種の選別を推進する団体には反対運動を行っている。

## 動物性衣類の反対運動
反毛皮運動の一環として PETA はアメリカ、ヨーロッパの何百ものファッションショーと、一度は中国にもメンバーを送り込んでいる。メンバーはランウェイに赤い塗料を投げ込み、ランウェイで毛皮反対のメッセージが書かれたバナーを広げた。また、セレブやスーパーモデルは裸でポーズを取り「毛皮を着るぐらいなら裸になる」（I'd Rather Go Naked than Wear Fur）キャンペーンを展開した。
国際毛皮見本市の際には PETA の活動家がパリのストリートをトラバサミをつけて徘徊し、血糊にまみれたお金を辺りにばら撒いた。パイ投げもよく行われる。2010年1月にはカナダのカナダの漁業担当大臣ゲイル・シアに対し、アザラシ狩りの抗議として顔にパイをぶつけている。カナダの国会議員ゲリー・バーンはこの行動をテロリスト同然と述べた。この発言に対しニューカークは馬鹿げた発言で爆弾とパイでは意味が全く違うとコメントしている。
2009年、カナダでアザラシ猟が行われていることに対し、「カナダ政府がアザラシの虐殺を禁止するまで、カナダ産メープルシロップの不買運動を支持する」とフランスの女優でPETAの会員であるブリジット・バルドーがキャンペーン活動を行っている。アザラシ猟とメープルシロップの2つには直接の関連性が無いが、カナダの象徴的な産物なので公平だとPETAは主張している。
公の場で毛皮を着用するセレブリティをあげた『PETA ワーストドレッサー』を発表し、毎回選ばれた有名人に対して皮肉の効いたコメントを発表している。例えば過去に選ばれたニコール・リッチーに対しては「毛皮を着るこのパーティー・ガールは、動物の皮をまとった骨のような女性。どんどん細くなっているけれど、きっとハートも小さくなっていってるんでしょう」、ジェニファー・ロペスに対しては『彼女が身に付けている動物たちの一生は、彼女の恋愛関係に似ている。つまり短くてツライということ』などがある。ヘビ皮ブーツをはく歌手のリアーナを非難したこともある。
PETA はヒツジの臀部から皮を剥ぎ取るミュールシングにも反対している。2004年10月にPETAはオーストラリア産羊毛のボイコット運動を開始した。これに対しオーストラリアの羊毛業界はミュールシングはヒツジを蛆虫による病気から守るためのものであると抗議した。このボイコット運動はオーストラリアの羊毛産業に打撃を与え、欧州では約60社が豪州産羊毛の取扱いを再考する事態となった。最終的に和解し、PETA はボイコット運動を止め、羊毛業界はミュールシングの代替手段を模索することになった。ミュールシング反対運動には当初P!NKも参加し動画にも出演していたが、後に調査不足だったとしてキャンペーンから手を引いている。
また、多くのアパレルブランドが新型コロナウイルスの影響で売上が低迷した2020年、PETA はバーバリーやラルフローレンなど約20社株式を購入し、これらの株主として、毛皮やエキゾチックスキンの使用廃止を求めた。バーバリーに対する7年間のキャンペーンの後、2022年5月、バーバリーはエキゾチックスキンの使用廃止を決定した。
ファッション産業に供給するニシキヘビ養殖場やワニ、トカゲ、ダチョウの養殖場の調査・告発で圧力をかけた結果、2024年、高級ブランドのマーク・ジェイコブスは、コレクションでの爬虫類とダチョウの皮の使用禁止を決定した。

## 様々な活動手法

### パロディゲーム
PETAはFlashで製作されたパロディゲームの作成も行っている。クッキングママ、スーパーマリオ3Dランド、スーパーミートボーイ、ポケットモンスターなどである。2011年11月に公開されたスーパーマリオ3Dランドのパロディゲームではマリオが毛皮を着ていると抗議し、その内容は皮を剥ぎ取られたタヌキがマリオを追いかけて毛皮を取り返すものとなっている。これはゲームコミュニティから、オリジナルのゲーム中マリオはタヌキに危害を加えてはおらず、不条理で不勉強であると大きく批判されている。PETAによればこれは現実ではタヌキは生きたまま皮を剥ぎ取られているという問題に目を向けてもらうためのジョークであると主張している。ポケモンについては、ポケモンは人間に虐待されていると抗議を行った。

### 名称変更運動
キャンペーンの中には攻撃的でないユーモラスなものもある。2008年に始まった「海の子猫を救おう」（Save the Sea Kittens）キャンペーンでは「魚」を「海の子猫」と名前を変え、かわいらしいイメージにしようとしている。また町名の変更運動も行っている。1996年には フィッシュキル（Fishkill）をフィッシュセーブ（Fishsave）に、2003年4月にはニューヨーク州エリー郡にあるハンバーグ町（Hamburg）をヴェジーバーグ（Veggieburg）に変更しようとしている。

### ドメイン
1995年2月、パロディサイト "People Eating Tasty Animals" が「peta.org」のドメイン名を登録。PETAは商標権を主張し2001年に勝訴した。「peta.org」が係争中にもかかわらず、PETA はリングリング・ブラザーズ・アンド・バーナム・アンド・ベイリー・サーカスを告発する目的で「ringlingbrothers.com」を登録し、ヴォーグの動物の扱いを訴えるため「voguemagazine.com」を登録した。PETA は後に商標権侵害により法的措置を取られる可能性のある、これらのドメインを手放した

## 直接行動
ニューカークは直接行動を支持する立場を鮮明にしている。彼女が軍事的要素と呼ぶものが無ければ社会を変革するのは不可能だと記している。「思想家は革命を準備することはできます。しかし、野蛮な人たちはそれを実現することができるのです。」
PETA は動物の権利を主張する活動家や団体に資金を提供している。その中には ALF や ELF のような FBI にエコテロリストと指定されている団体も含まれる。 PETA は2001年に ELF に対し1,500ドルの資金提供をしているが、ニューカークは寄付したことは間違いで、本来なら残酷な慣習をなくすための公教育に使われる予定だったと答えている。しかしこれは ELF の広報官クレイグ・ローズブラウの弁護費用に充てられたと見るものもいる。
動物の権利活動家のロッド・コロナドは ALF の「バイト・バック作戦」（Operation Bite Back）として行われた1990年代の動物試験施設への一連の攻撃に関与し有罪判決を受けている。彼はミシガン州立大学での火災の前後に2度小包をメリーランド州ベセスダに送り、1度目は PETA のスタッフ、マリア・ブラントンの元に渡り、2度目は当局が差し止め筆跡から送り主をコロナドと同定した。郵送物には大学から持ち出した文書とビデオテープが含まれていた。ブラントンの家宅捜索を行った結果、襲撃の際に使われたコロナドと PETA の共同設立者アレックス・パチェコのコードネーム、建物に侵入するための道具類、送受信用無線機、偽造された身分証などが見つかった。PETA はコロナドの弁護費用として45,000ドルを支払い、また彼の父にも25,000ドル支払っている。
ニューカークは研究施設などから動物を連れ去る行動についても支持している。彼女は「誰かが研究施設に入ってきて動物たちと出て行くとき、胸が高鳴ります」と語っている。また「動物たちの人道的な扱いを求める抵抗が理解できたなら、なぜ研究所が燃え尽くされていないのかちょっと不思議に思うかもしれません。私にもっと勇気があればマッチに火を点けていたでしょう。」とも述べている。
2007年のウィキニュースの インタビューでは、ALF などの団体から非難されていることを認めている。理由は ALF などが研究所から動物を解放しているのに PETA は行っていないからである。また、放火などの行為については支持していないが、動物を傷つけるような建物はなくなってほしいとも述べている。

## PETAの活動に対する論争

### 人権問題の絡む運動
非常に大きな論争となったキャンペーンもある。ニューカークは2003年、エルサレムの攻撃にロバ爆弾が使われたことを受けて PLO のアラファト議長に動物を紛争から遠ざけて欲しいと手紙を送り、非難されている。2003年には「食卓のホロコースト」（Holocaust on your Plate）と題し、ホロコーストの犠牲者と動物の死体、屠殺場に送られる動物のパネルを並んで配置し、ユダヤ人団体の名誉毀損防止同盟に批判されている。ドイツの連邦憲法裁判所は、PETA のキャンペーンは言論の自由をもってしても許されるものではなく、人間の尊厳に対する犯罪としてドイツ国内ではキャンペーンを禁止する命令を下した。2005年には鎖につながれた象や屠殺されたウシと一緒にアフリカ系アメリカ人奴隷やネイティブ・アメリカン、児童労働者、女性の画像を展示した「動物は新しい奴隷？」（Are Animals the New Slaves?）キャンペーンを展開し、全米黒人地位向上協会に抗議された。
PETA の「それはまだ続いている」（It's still going on）キャンペーンは、人肉嗜食の殺人事件と屠殺場の動物たちを比べる新聞広告である。キャンペーンはメディアの注目を集め、被害者の遺族から激しい怒りをもって非難された。1991年には連続殺人犯ジェフリー・ダーマーの犠牲者がキャンペーンに使われ、2002年にはロバート・ピクトンの犠牲者が使われている。2008年にはカナダで起こったバス車内での人肉食を伴う殺人事件を広告に使った。PETA はこれに対し多数の苦情が寄せられたこと、この広告が挑発的であることを認めているが、おぞましい暴力が動物にも行われ、被害者と同じように動物も恐怖していると主張している。

### 児童向けキャンペーン
「あなたのお父さんは動物を殺している！」（Your Daddy Kills Animals）キャンペーンなどの子供向けキャンペーンも行っているが、刺激的で子供たちを怯えさせるようなやり方はやりすぎだと批判されている。牛乳の消費量を減らすため「ビールある？」（Got Beer?）キャンペーンを展開した。これは乳製品産業の広告牛乳ある?シリーズのパロディで牛乳を飲むよりもビールを飲もうというものである。ニューヨーク市長のルドルフ・ジュリアーニが2000年に前立腺がんと診断されると彼の写真に「前立腺がんある？」（Got prostate cancer?）と文字を入れキャンペーンに使った。乳製品はがんの要因となるという主張のためだったが、抗議を受け PETA は謝罪するに至った。PETA が牛乳はにきび、肥満、心臓病、がん、脳卒中の原因となるとした広告を学校の新聞に掲載すると、飲酒運転を無くそうとしている NPO の MADD や教職員から未成年者の飲酒を奨励しているとして抗議を受けた。イギリスの広告規制局はただちに中止するよう要請したが PETA はそれに従わなかった。

### セクシーな活動
PETA は自身の主張について関心を寄せてもらうため、目を引くセクシーなキャンペーンを展開している。毛皮反対キャンペーンでは多くの有名人が裸で登場している。2011年8月、PETAはポルノサイトのドメイン名である.xxxを取得した。セクシーな画像と動物の権利を訴えるメッセージが共存するサイトとなっていた。2014年の時点では peta.xxx そのものは利用されておらず、アクセスすると peta.org 内のコンテンツに転送される。内容は工場畜産の様子などで「テレビでは流せない過激でハードコアな内容」となっている。PETA はスーパーボウルの広告にセクシーな「ヴェジー・ラブ」（Veggie Love）を作成したがこれは放送禁止となってしまった。これらの活動は動物のために女性を犠牲にしているとフェミニストの怒りを買っている。これに対してイングリッド・ニューカークは次のように言っている。「フェミニストが裸のディスプレイを嫌うのは知っている」「私はそれをするたびに支援者を失う。だが、私たちの仕事は支援者を保持することではない。この問題を気にしない人に、この問題に二度は向き合わせるためだ」。

### 時事問題
PETA はキャンペーン以外にも時事問題を扱った活動を行っている。レディー・ガガが2010年に肉でできたドレスを着たときは PETA は反対声明を発表している。 2011年フロリダで21歳の男がサメに襲われたときは、サメが人間を襲っている画像に「仕返しはたまらん、ヴィーガンになろう」（Payback Is Hell, Go Vegan）と書いた広告を出そうとした。これは被害者の家族から「限度を超えている」と批判されている。

### 動物の安楽死
The Virginia Department of Agriculture and Consumer Services（VDACS）の2012年の調査によれば、90%近くが PETA のアニマルシェルター（捨てられた動物や迷子になった動物たちを一時的に預かる施設）で安楽死されているという。2012年に保護した犬や猫1843頭のうち、1647頭は安楽死処分となった。また、1998年以来、31,190頭の動物が 安楽死された。
2008年、ファーストフード、食肉産業などに支援される非営利法人消費者自由センター（CCF）は バージニア州農業消費者サービス局（VDACS） に PETA の区分を屠殺場とするよう要請した。CCF はプレスリリースで「新しい飼い主を探すために引き取られたほとんど全ての動物が殺されていることは、2006年に PETA 自身が提出した公式報告により明らかである」と述べている。2012年に VDACS の広報官は「PETA は他の団体と違い何でもかんでも受け入れてしまう。PETA はアニマルシェルターというよりも安楽死病院と見ている」と述べた。People Eating Tasty AnimalsもまたPETAの安楽死を問題視している。
いっぽうで、犬や猫の安楽死を認めないノーキル運動（no-kill movement）には、多くの動物保護団体が反対している。
世界小動物獣医師会、世界動物保護協会、英国王立動物虐待防止協会らからなるINTERNATIONAL COMPANION ANIMAL MANAGEMENTCOALITION (国際コンパニオン・アニマル管理連合）は「人道的な犬の個体数管理に関するガイダンス」を出しており、その中で「病気であったり、負傷していたり、攻撃性などの重大な問題行動がある場合、安楽死が最善の選択である場合もある。新しい引き取り手が見つからない場合、重篤な苦痛を与えずに長期間犬に犬舎生活をさせることは困難、かつ多額の費用がかかるため、動物福祉の観点から、長期間の犬舎生活よりも安楽死のほうが好ましい場合もある。」としている。
PETAもまたノーキル運動に反対しており、安楽死を行わずに生かすことが、動物たちにとって殺されるよりもひどい場合があるとしている。PETA は野良猫が猫エイズや猫白血病ウイルスなどの伝染病にかかって苦しむよりは、安楽死させることが思いやりのある行動だと主張する。2014年に PETA は安楽死させたものは年老いていたり、病気を持っていたり、攻撃的だったりする引取り手が見つからない動物たちだったと報告した。

### 動物解放戦線らとの関係
2005年には米国上院議員のジム・インホフは動物解放戦線（ALF）と地球解放戦線（ELF）に何年も前から資金提供していると非難した。この2団体は FBI から国内のテロ組織（エコテロリスト）に認定されている。PETA は ALF や ELF の活動には関与しておらず、暴力行為は支持していないと答えたが、ニューカークは他の場所で研究所や他の施設から動物を逃がすことに協力し、結果的に違法な直接行動をも手伝っていることを明らかにしている。

### 従業員による不法投棄
2007年には PETA のスタッフ2人が不法投棄の罪で有罪となった。警察によると、彼らは殺処分された動物をノースカロライナ州ハートフォード郡のアホスキーにあるショッピングセンターのゴミ箱に捨てたという。彼らは18匹の死体を捨て、車にはまだ13匹以上の死体があったという。彼らは動物虐待と詐取、不法投棄の罪に問われたが、2007年に不法投棄のみ有罪となり、動物虐待については無罪、詐取については取り下げとなった。裁判では PETA のダフナ・ナッハマノーヴィチは死体を捨てたことは PETA のポリシーに反する行為だと述べている。

## 動物の権利運動における立場
ニューカークとパチェコは動物の権利を、より穏健なグループに広く知らしめ、そういったグループは新しい団体を立ち上げたり、より過激になるものもいた。ジャーナリストのマイケル・スペクターは PETA を主流派である米国動物愛護協会（HSUS）から生まれた強硬な団体と見ている。マーティン・ルーサー・キング・ジュニアに対するマルコム・Xやグロリア・スタイネムに対するアンドレア・ドウォーキンのように社会を変革しようとする運動につきものの、穏健的な主流派から分離した、より強い主張をする団体とみる向きもある。
パイ投げや、動物の肉を食べることが人肉食と同じだと主張する新聞広告などは、動物の権利に関する問題を矮小化させており、そういった活動は訴えるべき内容よりもメディア受けするかを基準に選択されていると批判する人もいる。しかしイングリッド・ニューカークは「それは私たちの義務です。丁寧で波を立てないようなやり方には意味がない」と言う。
半裸もしくは全裸の女性が出る広告はフェミニストの活動家を騒然とさせた。ニューカークは批判に対し、無理強いしているわけではなくボランティアの一環としてやってもらっていると答えている。また、最初は性的な興味であっても、それが動物の権利につながれば良いとし、悪びれる様子は無い。2007年のインタビューでは、批判を受けていることに対しイングリッド・ニューカークは「誰かが限界を超えなければならないのです。穏健な団体から不快に思われていることは知っています。私たちと手を組むようなことは恥ずかしいことだと思われてもいるでしょう。私たちのメンバー自身が「何でこんなことやったんだい？」と聞いてくることもあります。」と答えた。
動物の権利に関する複数の著作を持ち動物解放論者である法学教授ゲイリー・フランシオンは、PETA は動物の権利団体ではないと言う。フランシオンはPETAだけでなく、アメリカには動物の権利団体はないとも指摘しており、かれらは動物福祉団体と呼ばれるべきだと述べる。フランシオンは PETAは運動を矮小化させ表面的な変革しかもたらさないと主張する。
一方で、PETAの活動方法は有名人を含む900万人に支持されてもいる。VegetarianTimesの出版社であるPaulObisは「PETAは全体として、動物の権利について、新しいレベルの興奮と正直さと威風をもたらした」「PETAは動物の権利を高いレベルの意識に持っていき、問題を大幅に広げて菜食主義を包含し、それを主流に持ち込んだ」という。動物実験支持者であるフランキー・トラル（全米生物医学研究協会の会長）は次のように嘆く。「PETAは彼らの世界観に基づいて世論を操作する良い仕事をしている。」 「彼らの最大の専門知識は広報です。 彼らは動物に対する人々の敏感さを利用することに非常に精通しています」